# ГЕС-ГАЕС Тіссаврос
ГЕС-ГАЕС Тіссаврос — гідроелектростанція на півночі Греції в периферії Східна Македонія та Фракія, споруджена на річці Нестос. Є найвищою ГЕС каскаду, одразу після неї розпочинається водосховище другої станції на Нестосі — Платановріссі.
ГЕС розташована в горах на північ від міста Кавала, неподалік від кордону з Болгарією. В межах проекту Нестос перекрили кам'яно-накидною греблею із глиняним ядром висотою 172 метри, на спорудження якої використали 12 млн м3 матеріалу. Вона утворили водосховище із площею поверхні до 20 км2 та об'ємом 677 млн м3 (корисний об'єм 573 млн м3). Виробництво електроенергії можливе при коливанні рівня водосховища між позначками 320 та 380 метрів над рівнем моря.
Машинний зал, споруджений у підземному виконанні, має розміри 22х100 метрів та висоту 42 метри. Він обладнаний трьома оборотними турбінами типу Френсіс, що дозволяє виробляти електроенергію не тільки за рахунок природного водозбору вище греблі, але й виконувати функцію ГАЕС, використовуючи як нижній резервуар водосховище Платановріссі. Сукупна потужність турбін становить 384 МВт (у різних джерелах зустрічаються також показники 300 МВт та 420 МВт).
Окрім виробництва електроенергії, гідрокомплекс забезпечує також іригацію 80 тисяч гектарів земель.